# Les Soldats (film)
Pour plus de détails, voir Fiche technique et Distribution.
Les Soldats (en russe : Солдаты, Soldaty) est un film de guerre soviétique réalisé par Aleksandre Ivanov (ru) en 1956, l'adaptation du roman Dans les tranchées de Stalingrad de Viktor Nekrassov qui signe également le scénario,,. Le film est produit par la société Lenfilm.

## Synopsis
En juillet 1942, lors de la seconde bataille de Kharkov les défenses soviétiques sont submergées par la contre-attaque allemande. Accompagnées de réfugiés civils, les troupes reculent vers Stalingrad. Parmi les combattants se trouvent le lieutenant Youri Kierżencew, son radiotéléphoniste Anton Valega et Ivan Sedykh, un éclaireur. Pour quelques jours, ils sont hébergés dans la maison d'un ouvrier d'usine des tracteurs de Stalingrad dont la nièce prénommée Lucia travaille dans un hôpital militaire. En compagnie de la jeune femme, le lieutenant Kierżencew fait une promenade le long de la Volga, ils passent près du kourgane Mamaïev. Lucia voit Kierżencew comme quelqu'un de renfermé, peu causant et pragmatique. Lui même avoue que ses centres d’intérêt se sont réduits aux éléments d'organisation militaire tellement que, même en regardant la Lune, il la considère strictement du point de vue stratégique.
Kierżencew est affecté à la 184e division d'infanterie où il remplace le chef d'un bataillon, avec trente-six personnes sous ses ordres. Il y fait connaissance du brave et joyeux Tchoumak qui lui donne au début du fil à retordre. Il y a aussi Farber, un jeune homme myope d'apparence juive issu de l'intelligentsia, qui ne se sépare jamais de son carnet de notes et dont personne ne sait comment il s'est fait enrôler dans l'armée. Il y a aussi le lieutenant Karnaoukhov, un admirateur de Jack London dont il accroche le portrait sur le mur. 
Bientôt l'unité de Kierżencew prépare une attaque pour reprendre le kourgane Mamaïev. La première offensive est un succès, mais la seconde lancée précipitamment par le capitaine Ambrossimov qui espère une promotion, coute la vie à une bonne moitié de soldats. Le lieutenant Karnaoukhov meurt dans les bras de Kierżencew. Ambrossimov sera dégradé. À cette occasion Farber prononce un discours mémorable sur la stupidité de certains ordres militaires.
Kierżencew est gravement blessé. Son ami Anton Valega le transporte à l'hôpital où il retrouve Lucia. Cette fois, les jeunes gens sympathisent. Mais il est temps pour Kierżencew de repartir pour Stalingrad. Avec satisfaction il y constate la consolidation des positions soviétiques. Près des tranchées, avec un appareil Leica, Kierżencew fait une photo de ses camarades. Cette photo dans les derniers plans de film se transpose sur un mur accompagnée de voix du héros principal qui souhaite à la nouvelle génération ne jamais connaitre les horreurs d'une guerre.

## Fiche technique
- Titre : Les Soldats.
- Réalisation : Aleksandre Ivanov (ru)
- Scénario : Viktor Nekrassov d'après son livre Dans les tranchées de Stalingrad (1946)
- Photographie : Viatcheslav Fastovitch (ru)
- Directeur artistique : Nikolaï Souvorov (ru)
- Musique : Oleg Karavaïtchouk
- Son : Evgueni Nesterov (ru)
- Producteur exécutif : Semion Golochtchekine
- Production : Lenfilm
- Pays d'origine : URSS.
- Sortie : 1956
- Format : noir et blanc
- Genre : Drame et guerre
- Durée : 106 minutes

## Distribution
- Vsevolod Safonov : lieutenant Youri Kierżencew
- Tamara Loguinova (ru) : Lucia, médecin militaire
- Leonid Kmit : Tchoumak
- Innokenti Smoktounovski : lieutenant Farber
- Nikolaï Pogodine (ru) : lieutenant Karnaoukhov
- Lioudmila Markelia (ru) : Maroussia
- Iouri Soloviov : Anton Valega, radiotéléphoniste
- Mikhaïl Ladyguine (ru) : major Borodine
- Evgueni Teterine (ru) : Gueorgui Akimovith, oncle de Lucia
- Boris Iliassov (ru) : capitaine Abrossimov
- Guerman Khovanov (ru) : colonel
- Lioudmila Yegorova (ru) : aide-soignante
- Nikolaï Kouzmine (ru) : soldat blessé
- Ivan Lapikov : major
- Vera Boudeïko (ru) : tante de Lucia
- Oleg Dachkevitch (ru) : soldat
- Viktor Nekrassov : prisonnier allemand
- Vladislav Kovalkov : Ivan Sedykh, éclaireur